# Science-Based Medicine
Science-Based Medicine ist eine englische Website mit Artikeln über Wissenschaft und Medizin, insbesondere gefährliche Methoden und Quacksalberei. Science-Based Medicine ist als einflussreiche und respektierte Quelle von Informationen über medizinische Kontroversen und Alternativmedizin bezeichnet worden.
Steven Novella, ein klinischer Neurologe an der Yale University, gründete die Webseite als Blog und ist ihr Chefredakteur (executive editor). David Gorski, ein chirurgischer Onkologe an der Wayne State University, ist der leitende Redakteur (managing editor). Beide schreiben regelmäßig für das Blog und sind prominente Skeptiker, Ärzte, Forscher und Kommunikatoren.
Das Blog wurde (neben Erwähnungen in US-Medien) in deutschen Medien zitiert (z. B. Spiegel Online und Welt).

## Redaktion
Die Science-Based-Medicine-Redaktion beschreibt sich selbst als „beunruhigt über die Art in der unwissenschaftliche und pseudowissenschaftliche Gesundheitsideen zunehmend akademische Medizin und Medizin im Allgemeinen infiltriert haben“. Sie sagen, dass die beste Medizin auf wissenschaftlichen Prinzipien basiert. Dies beinhaltet vorausgehende Plausibilität, die nicht allein auf direkten Beweisen basiert.
Die Redaktion besteht aus:
- Steven Novella[10][11]
- David Gorski[12][13]
- Kimball Atwood[15][17]
- Harriet Hall[18][19]

In der Vergangenheit gehörten der Redaktion an:
- Wally Sampson
- Paul Ingraham[20]
- Mark Crislip[21]